# Municipio de Young (condado de Indiana)
El municipio de Young (en inglés: Young Township) es un municipio ubicado en el condado de Indiana en el estado estadounidense de Pensilvania. En el año 2000 tenía una población de 1.744 habitantes y una densidad poblacional de 19.3 personas por km².

## Geografía
El municipio de Young se encuentra ubicado en las coordenadas 40°35′52″N 79°19′09″O / 40.59778, -79.31917.

## Demografía
Según la Oficina del Censo en 2000 los ingresos medios por hogar en la localidad eran de $29,871 y los ingresos medios por familia eran de $38,750. Los hombres tenían unos ingresos medios de $31,250 frente a los $20,625 para las mujeres. La renta per cápita de la localidad era de $15,367. Alrededor del 13,6% de la población estaba por debajo del umbral de pobreza.